# Liste des évêques de León en Nicaragua
Cette liste recense les évêques qui se sont succédé sur le siège épiscopal du diocèse de Nicaragua depuis sa création le 3 novembre 1534 qui prend le nom de diocèse de León en Nicaragua le 2 décembre 1913.

## Évêques
- Diego Álvarez de Osorio (1531-1536)
- Francisco de Mendavia, O.S.H (1537-1540)
- Antonio de Valdivieso, O.P (1544-1549)
- Fernando González de Bariodero (1555-1556)
- Lázaro Carrasco (1556-1562)
- Luís de la Fuente (1564-1566)
- Pedro Gómez de Córdoba, O.S.H (1568-1574) nommé évêque de Santiago de Guatemala
- Antonio de Zayas, O.F.M (1575-1582)
- Domingo de Ulloa, O.P (1585-1591) nommé évêque de Popayán
- Jerónimo de Escobar, O.S.A (1592-1593)
  - Alfonso de la Mota y Escobar (1594-1595) évêque élu
- Juan Antonio Díaz de Salcedo, O.F.M (1597-1603)
- Pedro de Villarreal (1603-1619)
- Benito Rodríguez de Valtodano (1620-1629)
- Agustín de Hinojosa y Montalvo (1630-1631)
- Juan Barahona Zapata del Águila (1631-1632)
- Fernando Núñez Sagredo, O.SS.T (1633-1639)
  - Sede vacante (1639-1644)
- Alonso de Briceño, O.F.M (1644-1653) nommé évêque de Caracas
  - Sede vacante (1653-1658)
- Tomás Manso, O.F.M (1658-1659)
- Juan de la Torre, O.F.M (1661-1662)
- Alfonso Bravo de Laguna, O.F.M (1664-1674)
  - Sede vacante (1674-1677)
- Andrés de las Navas y Quevedo, O.de M (1677-1682) nommé évêque de Santiago de Guatemala
- Juan de Rojas y Asúa, O.de M (1682-1685)
- Nicolás Delgado, O.F.M (1687-1698)
  - Sede vacante (1698-1701)
- Diego Morcillo Rubio de Auñón de Robledo, O.SS.T (1701-1708) nommé évêque de La Paz
- Juan Benito Garret y Arlovi, O.Praem (1708-1716)
- Andrés Quiles Galindo, O.F.M (1718-1719)
- José Xirón de Alvarado, O.P (1721-1724)
  - Sede vacante (1724-1726)
- Francisco Dionisio de Villavicencio, O.S.A (1726-1735)
  - Sede vacante (1735-1738)
- Domingo Antonio de Zatarain (1738-1741)
  - Sede vacante (1741-1743)
- Isidoro Marín Bullón y Figueroa (1743-1748)
- Pedro Agustín Morell de Santa Cruz y Lora (1749-1753) nommé évêque de Santiago de Cuba
- José Antonio Flores de Rivera (1753-1756)
- Mateo de Navia Bolaños y Moscoso, O.S.A (1757-1762)
- Juan Carlos de Vilches y Cabrera (1763-1774)
- Esteban Lorenzo de Tristán y Esmenota (1775-1783) nommé évêque de Durango
- Juan Félix de Villegas (1785-1793) nommé archevêque de Santiago de Guatemala
- Juan Cruz Ruiz de Cabañas y Crespo (1794-1795) nommé évêque de Guadalajara
- José Antonio de la Huerta Caso (1797-1803)
- Felipe Antonio Pérez del Notario (1803-1806)
- Nicolás García Jérez, O.P (1806-1825)
  - Sede vacante (1825-1849)
- Jorge de Viteri y Ungo (1849-1853)
- José Bernardo Piñol y Aycinena (1854-1867) nommé archevêque de Santiago de Guatemala
- Manuel Ulloa y Calvo (1867-1879)
- Francisco Ulloa y Larios (1880-1902)
- Simeón Pereira y Castellón (1902-1921)
- Agustín Nicolás Tijerino y Loáisiga (1921-1945)
- Isidro Augusto Oviedo y Reyes (1946-1969)
- Manuel Salazar y Espinoza (1973-1981)
- Julián Luis Barni Spotti, O.F.M (1982-1991)
- César Bosco Vivas Robelo (1991-2019)
- René Sócrates Sándigo Jirón (2019- )

## Sources
- (en) « Diocese of León en Nicaragua : Past and Present Ordinaries », sur catholic-hierarchy.org (consulté le 10 mai 2023)